# روبرتو فيرنانديز (لاعب كرة قدم)
روبرتو فيرنانديز (بالبرتغالية: Roberto Fernandes) هو لاعب كرة قدم ومدرب كرة قدم برازيلي، ولد في 5 مايو 1971 في ريسيفي في البرازيل. لعب مع أميريكا فوتيبول كلوبي (أيس بي).